# Crunkcore
Crunkcore är en musikgenre som blandar element av post-hardcore och crunk. Exempel på crunkcore-band är BrokeNCYDE, Millionaires, 3OH!3, Breathe Carolina, Hollywood Undead, I Set My Friends On Fire och Family Force.